# The Tokyo Toilet
The Tokyo Toilet — проект городской реконструкции, нацеленный на строительство современных высококачественных общественных туалетов в районе Сибуя, Токио. Задумка проекта принадлежит предпринимателю Кодзи Янаи, директору Uniqlo и Fast Retailing. Финансированием The Tokyo Toilet занимается фонд Nippon Foundation. В ходе проекта было построено 17 общественных туалетов, спроектированных 16 архитекторами.

## Туалеты
Все общественные туалеты от The Tokyo Toilet расположены в Сибуе и распределены по всей его территории, охватывающей такие кварталы как Хатагая, Ёёги и Эбису. Их построили для замены предыдущих туалетов, у которых были проблемы с доступностью и сохранностью. The Tokyo Toilet заказывают проекты новых общественных туалетов у известных международных архитекторов. Первые заказы начали поступать в 2018 году. Изначально туалеты строились к летним Олимпийским играм 2020, но из-за пандемии COVID-19 игры были отложены. Из-за недостатка туристов в тот момент посещаемость туалетов оказалась не такой высокой как ожидалось.
Всего было построено семнадцать туалетов. Их проектировкой занималось шестнадцать архитекторов, среди которых есть лауреаты Притцкеровской премии Фумихико Маки, Тадао Андо, Тоёо Ито и Сигэру Бан.

## Фильм
Для дальнейшего продвижения проекта Кодзи Янаи пригласил сценариста Такуму Такасаки. Такасаки предложил снять фильм и пригласить поработать над ним знаменитых режиссёров — Квентина Тарантино, Мартина Скорсезе или Стивена Спилберга. Вим Вендерс также был в списке, и в итоге Янаи пригласил его в Японию. Вендерс и раньше интересовался Японией, сняв здесь в 1980-х годах несколько фильмов. Янаи предложил ему снять серию короткометражных фильмов, но Вендерс решил сделать полнометражный фильм. В итоге, в 2023 году состоялась премьера его фильма «Идеальные дни». Главную роль в нём исполнил Кодзи Якусё, который сыграл уборщика туалетов и получил приз Каннского кинофестиваля за лучшую мужскую роль.
После выхода фильма «Идеальные дни» на международный рынок интерес к японским общественным объектам, в частности к проекту The Tokyo Toilet в Сибуе, резко возрос.

## Список туалетов
| #  | Фото | Архитектор                                               | Район                           | Адрес              | Дата открытия   | Примечания |
| -- | ---- | -------------------------------------------------------- | ------------------------------- | ------------------ | --------------- | --- |
| 1  |      | Дзюнко Кобаяси (Gondola Architects)                      | Сасадзука Гринвэй               | Sasazuka 1-29      | 10 марта 2023   | «Цилиндры из стали, устойчивой к атмосферным воздействиям»                                                                                    |
| 2  |      | Майлз Пеннингтон (Токийский университет, DLX Design Lab) | Хатагая                         | Hatagaya 3-37-8    | 22 февраля 2023 | «Туалет, который можно использовать как выставочное пространство, кинотеатр, киоск, информационный центр или место для общественных собраний» |
| 3  |      | Казу Сато (Disruption Lab Team)                          | Nana-gō-dōri Park               | Hatagaya 2-53-5    | 12 август 2021  | Использует голосовое управление для открытия двери, смыва и воспроизведения окружающих звуков                                                 |
| 4  |      | Такеносукэ Сакакура                                      | Nishihata Icchōme Park          | Nishihara 1-29-1   | 31 августа 2020 | Светится в темноте как фонарь |
| 5  |      | Су Фудзимото                                             | Нисисандо                       | Yoyogi 3-27-1      | 24 марта 2023   | Похоже на «раковину большого размера» |
| 6  |      | Тоёо Ито                                                 | Ёёги Хатиман                    | Yoyogi 5-1-2       | 16 июля 2021    | Грибы из близлежащего леса |
| 7  |      | Сигэру Бан                                               | Haru-no-Ogawa Community Park    | Yoyogi 5-68-1      | 5 августа 2020  | «Cиние и зеленые стены, дополняющие окружающие деревья»                                                                                       |
| 8  |      | Сигэру Бан                                               | Yoyogi Fukamachi Park           | Tomigaya 1-54-1    | 5 августа 2020  | Прозрачные стены, которые становятся непрозрачными при использовании                                                                          |
| 9  |      | Марк Ньюсон                                              | Урасандо                        | Sendagaya 4-28-1   | 20 января 2023  | Вдохновлено «историческими японскими храмами и чайными комнатами»                                                                             |
| 10 |      | Nigo                                                     | Дзингумаэ                       | Jingūme 1-3-14     | 31 мая 2021     | «Небольшой дом с красной крышей, окнами в синих рамах и тремя элементами в стиле дымохода», вдохновлённый Вашингтон-Хайтс                     |
| 11 |      | Тадао Андо                                               | Jingū-dōri Park                 | Jingūmae 6-22-8    | 7 сентября 2020 | Круглое здание, выполненное с использованием «вертикальных металлических жалюзи»                                                              |
| 12 |      | Кэнго Кума                                               | Nabeshima Shōtō Park            | Shōtō 2-10-7       | 24 июня 2021    | «Прогулка в лесу», изготовлена из кедрового дерева                                                                                            |
| 13 |      | Нао Тамура                                               | Хигаси Сантёмэ                  | Higashi 3-27-1     | 7 августа 2020  | Вдохновлено оригатой |
| 14 |      | Масамити Катаяма (Wonderwall)                            | Ebisu Park                      | Ebisu nishi 1-19-1 | 5 августа 2020  | «Лабиринт из 15 бетонных стен с надписями» |
| 15 |      | Касива Сато                                              | Западный выход со станции Эбису | Ebisu minami 1-5-8 | 15 июля 2021    | Квадратное здание из «белых алюминиевых жалюзи»                                                                                               |
| 16 |      | Фумихико Маки                                            | Ebisu Higashi Park              | Ebisu 1-2-16       | 7 августа 2020  | «Туалет-кальмар» с двориком в центре |
| 17 |      | Томохито Усиро                                           | Hiro'o Higashi Park             | Hiro'o 4-2-27      | 22 июля 2022    | Световая панель «отображает 7,9 миллиардов различных световых узоров, отражающих численность населения мира на момент зарождения проекта»     |